# Philologie
Die Philologie ist die zusammenfassende Bezeichnung für die Sprach- und Literaturwissenschaft einer Sprache oder eines Sprachzweiges und entstand im 16. Jahrhundert aus griechisch φιλολογία philología, lateinisch philologia, zu φίλος phílos und λόγος lógos, wörtlich „Liebe zur Sprache“. Philologie bedeutete ursprünglich das Streben nach historisch ausgerichteter gelehrter Bildung überhaupt. In der Folge verstand man darunter den Inbegriff der Studien, die sich mit dem griechischen und römischen Altertum befassen. 
Ein Wissenschaftler, der sich mit Philologie beschäftigt, wird als Philologe bezeichnet. In der DDR gab es den Studienabschluss Diplom-Philologe.
Heute wird als „Philologie“ die Wissenschaft verstanden, „die sich mit Texten historischen, literarischen oder kulturgeschichtlichen Inhalts in einer bestimmten Sprache beschäftigt und sie sprachlich, historisch, kulturgeschichtlich und gesellschaftlich interpretiert“. Man unterscheidet die Altphilologie (Klassische Philologie), die sich mit Altgriechisch und Latein befasst (daneben die altorientalische Philologie, anfangs vor allem für Althebräisch), und die Neuphilologie, die Beschäftigung mit den modernen Sprachen. In vielen Sprachen befasst sich deren Philologie mit der älteren und der modernen Sprache, so die Germanistik, Romanistik, Slawistik, Anglistik, Skandinavistik, Sinologie, Japanologie, Iranistik. Gelegentlich wird der Begriff im Sinn von ‚Forschung‘ für die gelehrte Beschäftigung mit einem einzelnen Autor und dessen literarischem Werk („Goethe-Philologie“) gebraucht.

## Entwicklung
Das Wort wurde im Deutschen erstmals 1575 benutzt in Johann Fischarts Übersetzung des Romans Gargantua von Rabelais, der die Französische Klassik einleitete. In der Antike hieß der Philologe noch γραμματικός grammatikós oder κριτικός kritikós. Es gibt aber altgriechisch φιλολογός philologos und davon lateinisch philologus im Sinne eines Literaturliebhabers oder eines vielfältig interessierten Lesers. Die typischen philologischen Tätigkeiten (Sammeln, Kommentieren, Edieren) gab es durchaus: Als Höhepunkt antiker Philologie gilt der Dichter und Bibliothekar von Alexandria Kallimachos im 3. Jahrhundert v. Chr. Bei den Römern hat Varro bereits Regeln zur Verbesserung (Emendation) von Abschreibfehlern aufgestellt.
Die Philologie der Humanisten begann im 14. Jahrhundert bei Petrarca und anderen, darunter Giovanni Boccaccio, Salutati, Lorenzo Valla, mit der Arbeit am originalen Livius-Text von Ab urbe condita, dem späteren Codex Harleianus 2493. Die Humanisten stellten sowohl die Frage nach dem wahren Text im Sinne des Originals als auch nach dem eigentlichen Sinn des Textes, der durch Erklärungen verständlich gemacht werden müsse. 1397 wurde Manuel Chrysoloras als erster Gräzist nach Florenz berufen. Die deutschen Philologen des Humanismus waren Theologen mit Interesse an den „drei heiligen Sprachen“, vor allem Johannes Reuchlin, der die Hebraistik förderte, Philipp Melanchthon, Erasmus von Rotterdam, der die Vulgata überarbeitete, oder kirchenkritische Humanisten wie Ulrich von Hutten, der die Germania des Tacitus popularisierte. Von Italien wanderten die Zentren nach Frankreich (Budé, Scaliger, Casaubonus) und an die Universität Leiden (Lipsius, Voss). Im 18. Jahrhundert ragte Richard Bentley in England hervor, der Lexikograf Gesner im deutschen Göttingen. In Spanien trat auch früh eine Befassung mit den verschiedenen Sprachen bei Rodrigo Jiménez de Rada auf, an die Andrés de Poza (1587) anschloss.
Ursprüngliche Aufgabe der Philologie war neben dem Sammeln die Textkritik, also die Herstellung eines möglichst authentischen Textes, der aus verschiedenen voneinander abweichenden Handschriften erschlossen wurde. Diese Editionsphilologie ist heute noch ein Teilbereich der Philologie. Dazu kam der Kommentar durch Randbemerkungen oder eigenständige Schriften, aus der die Zusammenhänge erläuternde Literaturgeschichte im weiteren Sinne entstanden ist.
Als älteste Philologie gilt die Klassische Philologie, die sich mit dem als klassisch verstandenen griechischen und römischen Altertum befasst. Aus ihr entstanden die meisten anderen Philologien. Die sogenannten Neuphilologien, zu denen die Anglistik, die Germanistik, die Slawistik und die Romanistik gehören, entwickelten sich vor allem während der Aufklärung und der Romantik und bildeten die Grundlage zur Herausbildung weiterer Ableger, zum Beispiel Lusitanistik und Rumänistik.
Die Tendenz der Aufspaltung einer größeren Philologie in viele Teilphilologien bezeichnet man auch als Orchideisierung. Im Rahmen der Orientalistik beispielsweise entstanden zahlreiche kleine Philologien, die an größeren Hochschulstandorten als Orchideenfächer fortexistieren. Für die Theologie aber ist Hebraistik ein notwendiges Fach der Bibelwissenschaft.

## Deutsche Philologie
An der Wiener Universität befasste sich Joachim von Watt in Vorlesungen (1512/13) mit alt- und mittelhochdeutscher Literatur. Ihm folgte im 18. Jahrhundert der in Göttingen lehrende Georg Friedrich Benecke. Wichtige Entwicklungsschritte waren die Edition des Parzival von Wolfram von Eschenbach 1753 durch Johann Jakob Bodmer und Johann Christoph Gottscheds Nöthiger Vorrath zur Geschichte der deutschen Dramatischen Dichtkunst (1757). Anfang des 19. Jahrhunderts legte von der Hagen eine kritische Edition des Nibelungenlieds vor. Der erste Lehrstuhl für englische Sprache entstand an der von Georg II. gegründeten und 1737 eröffneten Georg-August-Universität Göttingen. Der antinapoleonische Kämpfer der Befreiungskriege Friedrich Christian Diez lehrte 1830 zuerst Romanistik in Bonn. Doch zeitgleich entstand auch im Zeichen wachsender Globalisierung die außereuropäische Philologie: Georg Friedrich Grotefend entzifferte die Keilschrift, Champollion die Hieroglyphen. Josef von Hammer übersetzte 1812 den persischen Dichter Hafis, August Wilhelm Schlegel befasste sich mit Sanskrit. Etwas später begann auch die deutsche Slawistik 1874 mit der Professur Vatroslav Jagić' an der Berliner Universität. Viel früher gab es aber ein „Litauisches Seminar“ an der Universität Königsberg seit 1718, das die engen Beziehungen zum baltischen Raum untersuchte.
Siehe auch zur Entwicklung: Geschichte der Klassischen Philologie; Geschichte der Germanistik; Anglistik, Romanistik etc.

## Fachgebiete (Auswahl)
Übergreifende Philologien
- Vergleichende Sprachwissenschaft
- Indogermanistik
- Kaukasistik
- Semitistik

Klassische Philologie (Altphilologie)
- Gräzistik
  - Byzantinistik
- Latinistik
  - Mittellateinische Philologie

Altorientalistik (Altorientalische Sprachen)
- Akkadisch (Assyrisch, Babylonisch …)
- Elamistik
- Hethitologie
- Semitistik (Aramäisch, Hebräisch …)
- Sumeristik

Neuphilologie – Europa
- Anglistik
  - Amerikanistik
- Baltistik
- Bohemistik
- Finnougristik (vor allem Hungarologie und Fennistik)
- Germanistik
- Keltologie
- Neogräzistik
- Niederlandistik
- Romanistik (u. a. Hispanistik, Lusitanistik, Katalanistik), einschließlich Lateinamerikanistik
- Romaniphilologie
- Skandinavistik
- Slawistik (u. a. Russistik, Polonistik, Serbokroatistik)

Philologien – Naher Osten, Asien
- Arabistik
- Austronesistik
- Dravidistik
- Hebraistik
- Indologie
- Iranistik
- Japanistik
- Koreanistik
- Kurdologie
- Mongolistik
- Sinologie
- Thaiistik
- Tibetologie
- Turkologie
- Vietnamistik

Philologien – Afrika
- Afrikanistik
- Ägyptologie
- Äthiopistik

## Schriften zur Theorie der Philologie
- Friedrich Schlegel: Zur Philologie. I und II. In: Kritische Friedrich Schlegel-Ausgabe. Hrsg. von Ernst Behler. 2. Abteilung. Bd. 16: Fragmente zur Poesie und Literatur. 1. Teil. Schöningh, Paderborn/München/Wien 1981, S. 33–81.
- Friedrich Nietzsche: Wir Philologen. In: Friedrich Nietzsche: Werke. Hrsg. von Karl Schlechta. Bd. 3, 6., durchgesehene Auflage, Hanser, München 1969, S. 323–332 – Notizen zu „Wir Philologen“ i. R. der Digitalen Faksimile Gesamtausgabe. Hrsg. von Paolo D’Iorio.
- August Boeckh: Encyklopädie und Methodologie der philologischen Wissenschaften. Hrsg. von Ernst Bratuschek. B.G. Teubner, Leipzig 1877 (Digitalisat auf Open Library).
- Peter Szondi: Über philologische Erkenntnis. In: Peter Szondi: Hölderlin-Studien. Mit einem Traktat über philologische Erkenntnis. Suhrkamp, Frankfurt am Main 1967, ISBN 3-518-10379-2, S. 9–34.
- Heinz Schlaffer: Poesie und Wissen. Die Entstehung des ästhetischen Bewußtseins und der philologischen Erkenntnis. Suhrkamp, Frankfurt am Main 1990, ISBN 3-518-58023-X.
- Jan Ziolkowski: „What is Philology?“ Introduction. In: Comparative Literature Studies. Band 27, Nr. 1: Special-focus issue „What is Philology?“ 1990, S. 1–12.
- Nikolaus Wegmann: Was heißt einen ‚klassischen Text‘ lesen? Philologische Selbstreflexion zwischen Wissenschaft und Bildung. In: Jürgen Fohrmann, Wilhelm Voßkamp (Hrsg.): Wissenschaftsgeschichte der Germanistik im 19. Jahrhundert. Metzler, Stuttgart/Weimar 1994, ISBN 3-476-00990-4, S. 334–450.
- Raphael Sobotta (Heidelberg), Nigel Wilson (Oxford), Andrew Dyck (Los Angeles): Philologie. In: Der Neue Pauly, Hg. v. Hubert Cancik, Helmuth Schneider (Antike), Manfred Landfester (Rezeptions- und Wissenschaftsgeschichte). 9 (2000), S. 836–844.[3]
- Thomas Schestag: Philologie, Erkenntnis. In: Neue Rundschau. Band 119, Nr. 3, 2008, S. 128–143.
- Jürgen Paul Schwindt (Hrsg.): Was ist eine philologische Frage? Beiträge zur Erkundung einer theoretischen Einstellung.  Suhrkamp, Frankfurt am Main 2009, ISBN 978-3-518-29543-4.
- Marcel Lepper: Philologie. Zur Einführung. Junius, Hamburg 2012, ISBN 978-3-88506-063-5.
- Jerome McGann: Philology in a New Key. In: Critical Inquiry. Band 39, Nr. 2, Winter 2013, S. 327–346.
- Sheldon Pollock: Kritische Philologie. Essays zu Literatur, Sprache und Macht in Indien und Europa. Hrsg. von Christoph König. Aus dem Englischen übersetzt von Brigitte Schöning. Wallstein, Göttingen 2015, ISBN 978-3-8353-1662-1.
- Vincenz Pieper: Philologische Erkenntnis. Eine Untersuchung zu den begrifflichen Grundlagen der Literaturforschung. De Gruyter, Berlin 2019, ISBN 978-3-11-062528-8.